# Vladimir Ampov
Vladimir Ampov (en búlgaro: Владимир Ампов), más conocido como Grafa (Графа), es uno de los intérpretes y compositores más importantes de Bulgaria, con nueve álbumes publicados hasta la fecha y habiendo realizado un número sin fin de colaboraciones con otros grupos y cantantes pop del país balcánico.

## Biografía
Vladimir Ampov, nace en julio de 1977 en la capital búlgara, y desde los 10 años, comienza a tener contacto con el mundo de la música, participando en numerosos festivales de la canción. El primer éxito que el joven cantante publica, fue titulado; "Mandarin", gracias al cual, se hace conocido entre el público búlgaro y aparece por primera vez en la BNT, televisión pública de Bulgaria, entonces, el único canal de Televisión existente en el país.
En 1994, el cantante firma un contrato discográfico con el sello italiano New deal power, gracias al cual, da su salto definitivo a la fama y al mundo de la música con la publicación de "Gumeni čovečeta", su álbum de debut, del cual, se desprendió, "All right baby" su primer sencillo de éxito. Posteriormente, aparece el sencillo "Jump in the river", cuyo éxito no fue menor y que fue publicado en los mercados búlgaro e Italiano. El año siguiente, Vladimir, participa en festival "Sina Perla", que se celebró en la ciudad croata de Robin, en el cual, el cantante se hace merecedor del premio a la mejor puesta en escena.
En 1996, aparece el segundo álbum de Vladimir Ampov, titulado "Zelen havier", cuyo éxito principal, fue el sencillo Emotion, posteriormente, aparece el sencillo "Glad", el primer éxito del cantante íntegramente en búlgaro, dejando de lado su repertorio en inglés. Este éxito pertenece al siguiente álbum "6 e po dobre", que fue publicado a mediados de 1998. A Partir de entonces, Vladimir Ampov, comienza a experimentar con la música electrónica, tendencia que se evidencia con la colaboración de muchos DJ's en sus trabajos y en la publicación de su cuarto álbum, titulado "Tokov Udar" publicado en 1999, año en el cual, el cantante rompe con la que hasta entonces era su discográfica New deal power, y es contratado por Ave New records, un sello discográfico creado por los integrantes del grupo Avenew.
En el 2001, el cantante, es nominado por primera vez en la categoría de mejor autor y compositor, a los premios anuales de la émisora BG Radio, caracterizada por emitir solamente Pop y Rock búlgaro. También fue nominado a los premios del canal de Televisión MM Televizija, en la categoría de mejor álbum, por Davam vsičko za teb, cuyo single principal fue "Imaš", que durante un mes, estuvo en cabeza de la lista oficial de ventas "B.G.M.D.".
En el 2005, Vladimir Ampov, se presentó a la final nacional para elegir al representante búlgaro en el Festival de Eurovisión, que se celebraría en Kiev. El tema que el cantante presentó, titulado "Ako ima raj" (si existe el paraíso), que ya estaba siendo todo un éxito en Bulgaria, y que daba título a su álbum publicado a finales del 2004, alcanzó finalmente la cuarta posición en la preselección.

## Discografía

### Álbumes de estudio
- 1994: Gumeni čovečeta
- 1996: Zelen havier
- 1998: Šest e po dobre
- 1999: Tokov udar
- 2001: Davam vsičko za teb
- 2002: Seks za pari
- 2003: Iskam te
- 2004: Ako ima raj
- 2006: Čestno v oči
- 2010: Nevidim
- 2012: Dim da me njama

### Recopilatorios
- 2001: Best of

## Producciones para otros artistas
- 2000 Tedi Kacarova - Kadife
- 2001 Irina Florin - V treto lice
- 2003 Ruši Vidinliev - Nezavisim
- 2003 Irina Florin - Druga
- 2006 Marija Ilieva - Idavam kâm teb
- 2007 Petâr Antonov - Sinjo momče